# Vertumno e Pomona (Van Dyck)
Vertumno e Pomona è un dipinto a olio su tela di Anton Van Dyck datato 1625 circa e conservato a Palazzo Bianco a Genova. Raffigura la scena mitologica dell'incontro tra il dio Vertumno, travestito da anziana mendicante, e la ninfa Pomona, dea dei giardini e dei frutti.

## Storia
Il dipinto è entrato a far parte delle Collezioni Civiche genovesi nel 1959, per lascito del marchese Ambrogio Doria. La sua presenza nella famiglia Doria è documentata già a partire dalla seconda metà del XVIII secolo, come testimoniato da un manoscritto dell'Archivio Storico del Comune di Genova, che menziona un'opera di "Antonio Vandich" dal titolo "Favola di Pomona" di proprietà di Giorgio Doria.
Si ritiene che in precedenza il dipinto facesse parte della collezione di Gaspar de Haro y Guzmán, marchese del Carpio, come suggerisce un'opera menzionata negli inventari della sua collezione redatti a Madrid nel 1689. L'identificazione è avvalorata dalla descrizione dettagliata del dipinto presente anche se risulta di maggiori dimensioni. Si ipotizza che le misure indicate nell'inventario includessero anche la cornice, e che la larghezza della tela sia stata ridotta nel tempo.

## Descrizione e stile

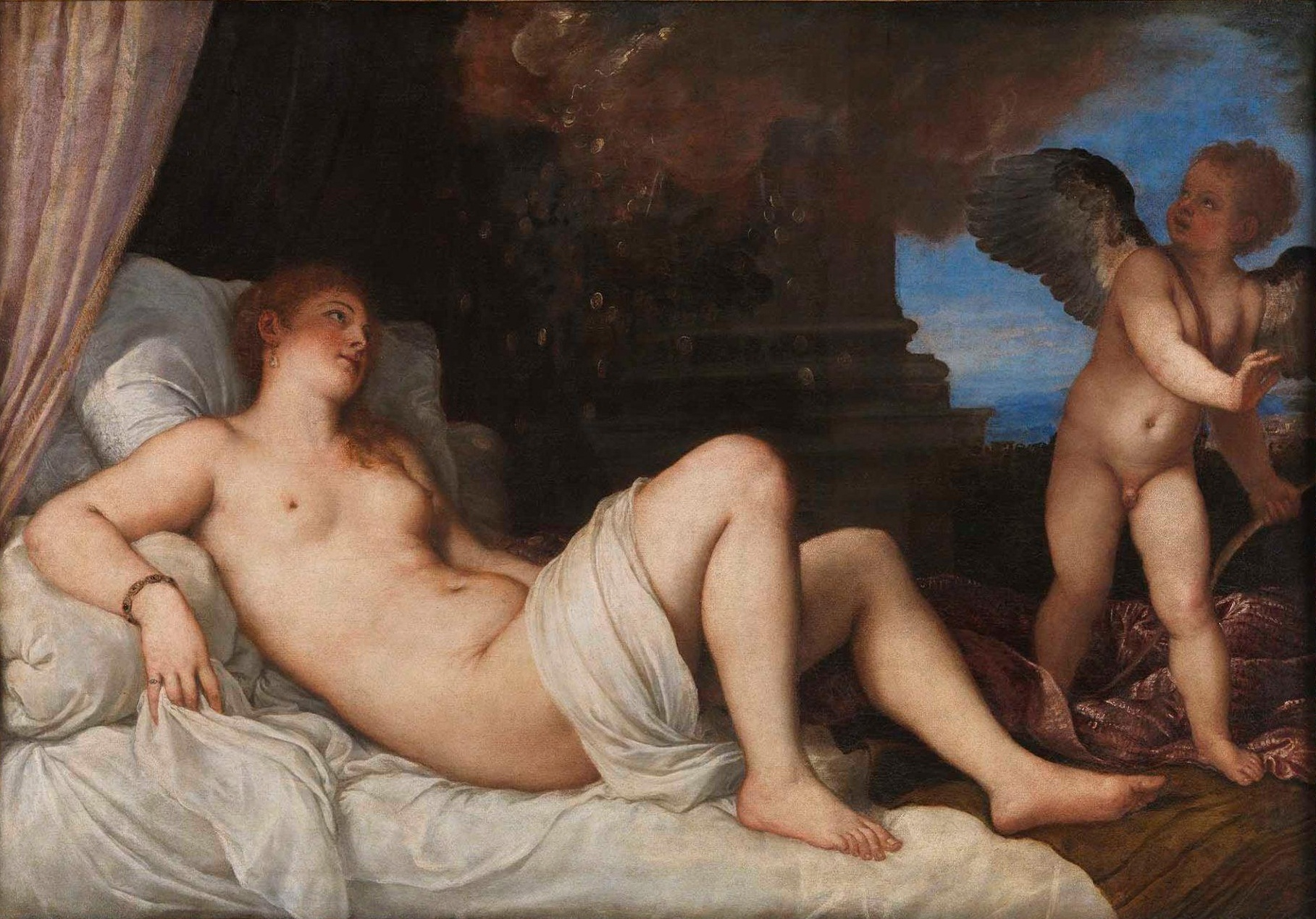
Tiziano Vecellio, Danae, 1545 ca, olio su tela, 120x172, Museo nazionale di Capodimonte, Napoli

La tela raffigura l’episodio, tratto dalle Metamorfosi di Ovidio (XIV, 610-697), in cui Vertumno riesce a sedurre la Pomona, dedita unicamente alla cura del suo giardino e restìa qualsiasi corteggiatore. Il dio delle stagioni, con la sua capacità di trasformarsi, assume le sembianze di un'anziana che con parole gentili la persuade dell'amore che prova per lei. Il dipinto è caratterizzato da un evidente influsso della pittura veneziana, riconoscibile sia nell'utilizzo di colori vivaci e contrastanti sia nella composizione che riprende alcune opere di Tiziano, in particolare le diverse versioni della Danae, che Van Dyck poté vedere sia nella collezione Farnese, sia nella collezione di Gio. Carlo Doria a Genova. La critica si divide nell'attribuire la natura morta nell'angolo in basso a Jan Roos che collaborò con Van Dyck durante il suo soggiorno genovese.